# Инпут (ном)

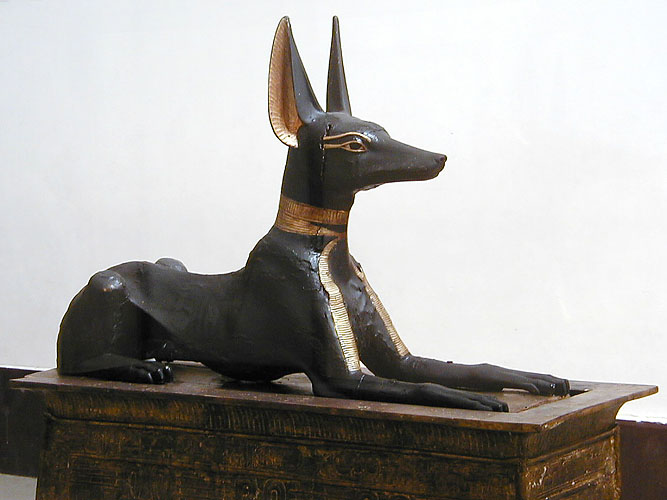
Анубис в образе лежащей собаки. Статуэтка из гробницы Тутанхамона

Инпут (егип. jnpwt) — в древности XVII септ (ном) Верхнего Египта. Греческое название — Кинополисский ном — связано с греческим наименованием административного центра этого септа, г. Кинополь, который по-египетски назывался Хор-ди. Египетское наименование септа происходит от имени шакалоголового бога Инпу (Анубиса) и его жены шакалоголовой богини Инпут, культ которых был главенствующим на этой территории и происходил от тотемического покровителя этого септа — лежащего черного шакала (или дикой собаки). В отечественной и некоторых других историографиях (например, в чешской) в отношении этого септа часто употребляется название Шакалий ном.

## Известныеномархи
| Имя              | Время правления                                           | Комментарий |
| XII династии     | XII династии                                              | XII династии |
| ---------------- | --------------------------------------------------------- | --- |
| Хаирау (H'j-r'w) | ок. кон. XX в. до н.э., при Аменемхете II                 | Жена: Тинит (Tnt). Дети: дочь Хетии (Htjj), жена князя Хнумхотепа II.                                                       |
| Нахт II (Nht)    | ок. нач. XIX в. до н.э., при Аменемхете II — Сенусерте II | Старший сын князя г. Менат-Хуфу Хнумхотепа II и Хети, дочери Хаирау. «Начальник во главе Верхнего Египта» при Сенусерте II. |